# 다케오카역
다케오카역(일본어: 竹岡駅, たけおかえき)은 일본 지바현 훗쓰시에 있는 동일본 여객철도의 철도역이다.

## 역 구조
상대식 2면 2선 구조의 지상역이다. 양쪽 승강장은 과선교로 이어져 있다. 기미쓰역이 관리하는 무인역으로, 승차역 증명서 발행기가 놓여 있다. 간이 개찰기에서 스이카 및 제휴 교통카드의 사용이 가능하다.

### 승강장
| 1 | ■ 우치보 선 | 기미쓰 · 기사라즈 · 고이 · 소가 · 지바 방면 |
| 2 | ■ 우치보 선 | 다테야마 · 지쿠라 · 아와카모가와 방면       |

## 역세권 정보
원래 역명이 "다케오카"였던 것과는 달리 구 다케오카 촌 지역에서는 떨어져있다. 다케오카 지구는 가즈사미나토역에서 가깝다.
- 하기우 해수욕장
- 국도 제127호

## 역사
- 1926년 6월 16일 - 일본국유철도 호조 선 (지금의 우치보 선)의 가즈사미나토 역과 하마카나야 역 사이에 새로이 개업했다.
- 1987년 4월 1일 - 민영화에 따라 동일본 여객철도의 소속이 되었다.
- 2009년 3월 14일 - 스이카의 사용이 가능해졌다.

## 인접역
| 동일본 여객철도 우치보 선 | 동일본 여객철도 우치보 선 | 동일본 여객철도 우치보 선      |
| ------------------------- | ------------------------- | ------------------------------ |
| 하마카나야 소가 방면      | ■ 우치보 선               | 가즈사미나토 아와카모가와 방면 |